# Cầu Hữu nghị Trung-Triều
Cầu hữu nghị Trung-Triều (đổi tên từ Áp Lục giang đại kiều năm 1990) nối giữa hai thành phố Đan Đông, Trung Quốc và Tân Nghĩa Châu, Triều Tiên. Cầu được Nhật Bản xây dựng từ tháng 4 năm 1937 đến tháng 5 năm 1943 khi họ đang cai quản Triều Tiên và Mãn Châu quốc, để bắc qua sông Áp Lục. Đây là một trong số ít các đường tiến và rời khỏi Triều Tiên, cầu cho phép ô tô và tàu hỏa đi qua. Người đi bộ không được phép qua cầu.
Khoảng 60 m (66 yd) về phía hạ lưu vẫn còn một cây cầu cũ hơn được xây từ tháng 5 năm 1909 đến tháng 10 năm 1911. Đây là một cây cầu xoay có 12 nhịp trên trụ cầu bằng đá. Tổng chiều dài của cầu là 944,2 m (3.098 ft). Nhịp thứ 4 có thể được tách ra và xoay 90° theo chiều ngang để cho phép các tàu cao có thể đi qua. Cả hai chiếc cầu đều bị máy bay Hoa Kỳ ném bom trong chiến tranh Triều Tiên. Từ tháng 11 năm 1950 đến tháng 2 năm 1951, Hoa Kỳ đã sử dụng bom hạng nặng B-29 và B-17 và máy bay ném bom hạng nặng F-80 liên tục tấn công vào cầu để cắt nguồn viện trợ của Trung Quốc cho Bắc Triều Tiên. Các cây cầu đã được sửa chữa nhiều lần. Cây cầu xây năm 1911 được phép phá hủy còn cây cầu xây năm 1943 được sửa chữa và sử dụng trong giai đoạn cuối của cuộc chiến. Bắc Triều Tiên tuyên bố rằng họ không muốn xây dựng lại cây cầu gãy để cho Hoa Kỳ không thể phủ nhận sự thật rằng họ đã phá hủy nó. Bốn nhịp cầu của cây cầu cũ bên phía Trung Quốc vẫn được giữ lại và nó được đặt cái tên "cầu gãy" (断桥, đoạn kiều).
Đoạn cầu bên phía Trung Quốc của cầu cũ có các công viên và phố đi dạo, tạo thành một khu cảnh vật sông Áp Lục. Đây là một địa điểm du lịch lớn tại Trung Quốc và được xếp hạng AAAA theo sự phân chia du lịch của Trung Quốc. Các tàu du lịch rời bờ sông cho phép du khách chiêm ngưỡng cả hai cây cầu và cảnh Đan Đông từ mặt sông, tàu cũng có thể đến gần bờ sông của Triều Tiên. Bốn nhịp còn lại của cây cầu cũ trở thành một điểm du lịch vào năm 1993. Lối đi cho người đi bộ được xây dọc theo chiều dài cho phép du khách xem những thiệt hại mà bom Mỹ đã gây ra. Cầu Gãy cũng cho phép du khách ngắn nhìn Sinuiju bên phía Triều Tiên qua sông. Năm 2006, Cầu Gãy đã trở thành một di tích văn hóa theo quyết định của Quốc vụ viện Trung Quốc.

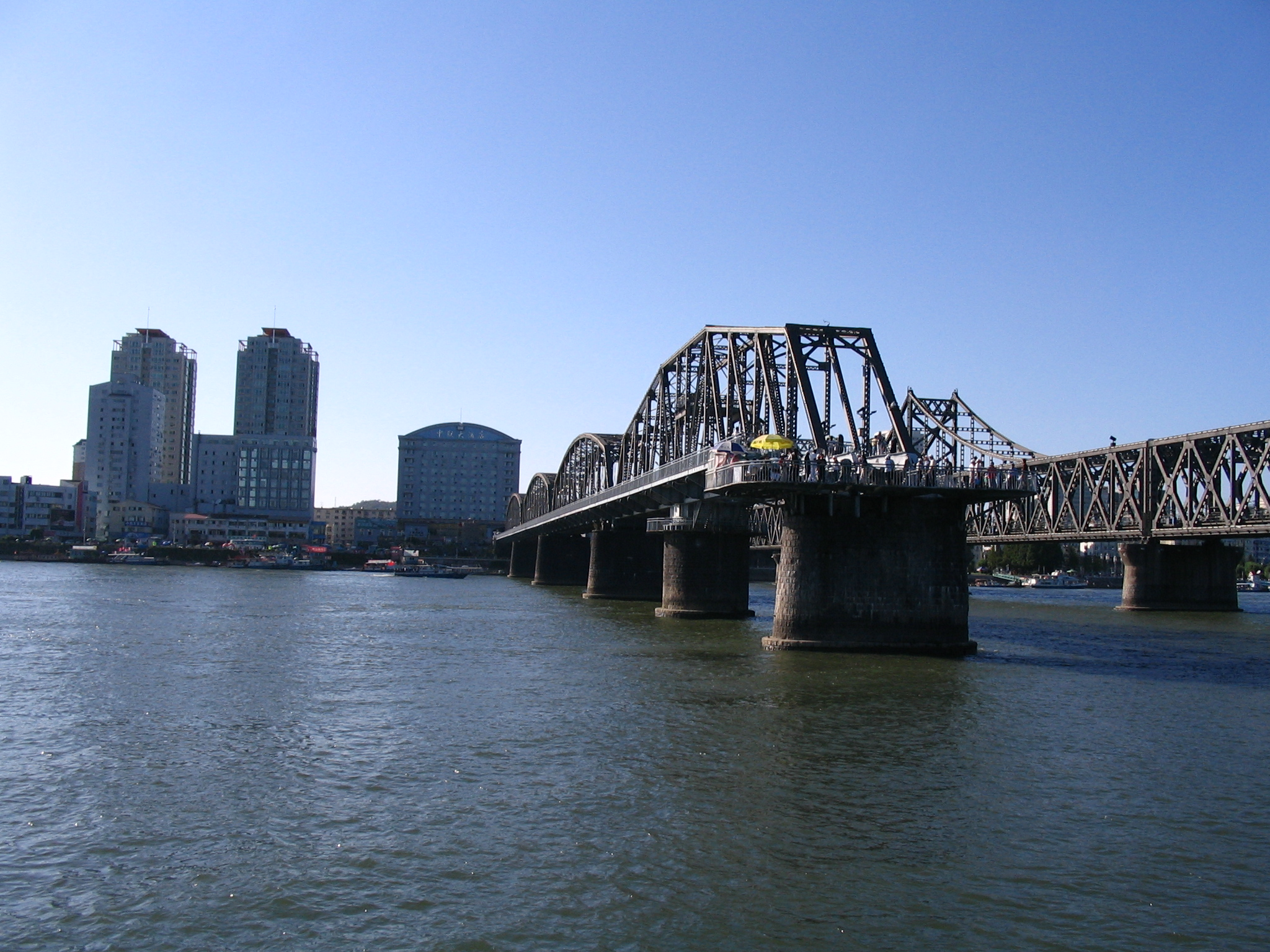
Cả hai cầu, nhìn từ giữa sông
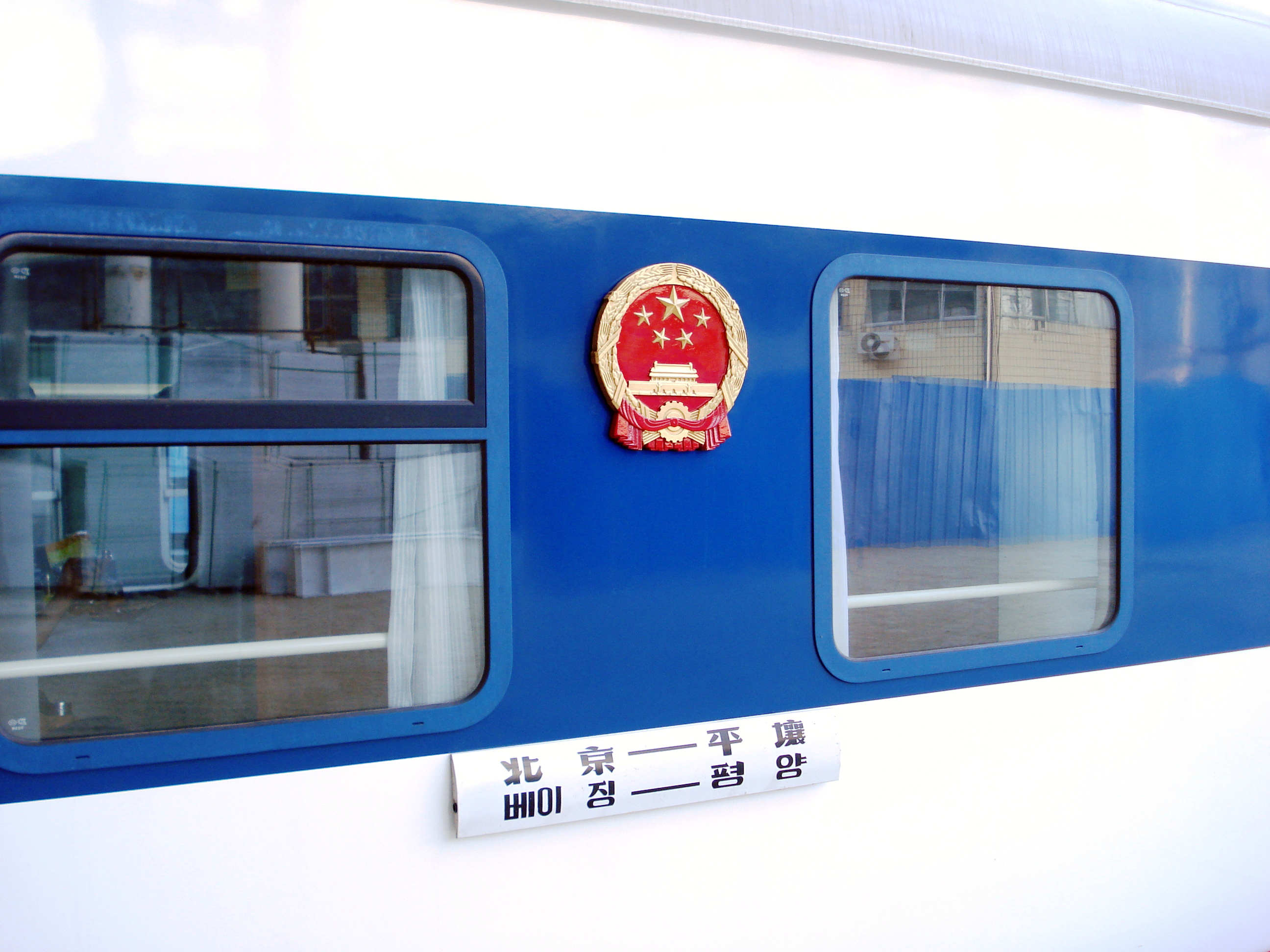
Tàu hành khách Bắc Kinh - Bình Nhưỡng thường xuyên đi qua cầu Hữu nghị Trung Triều
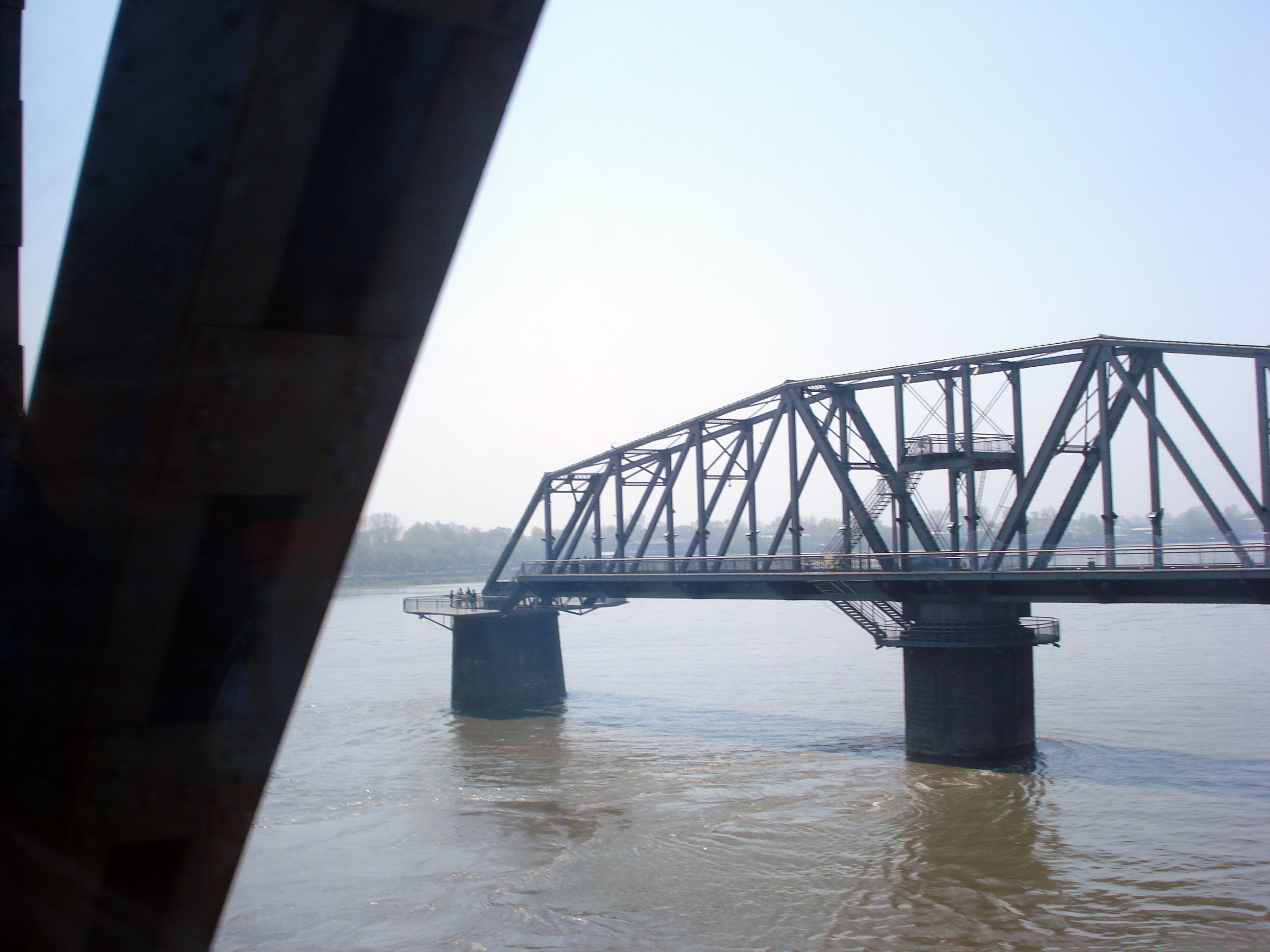
Tiến vào Bắc Triều Tiên trên cầu
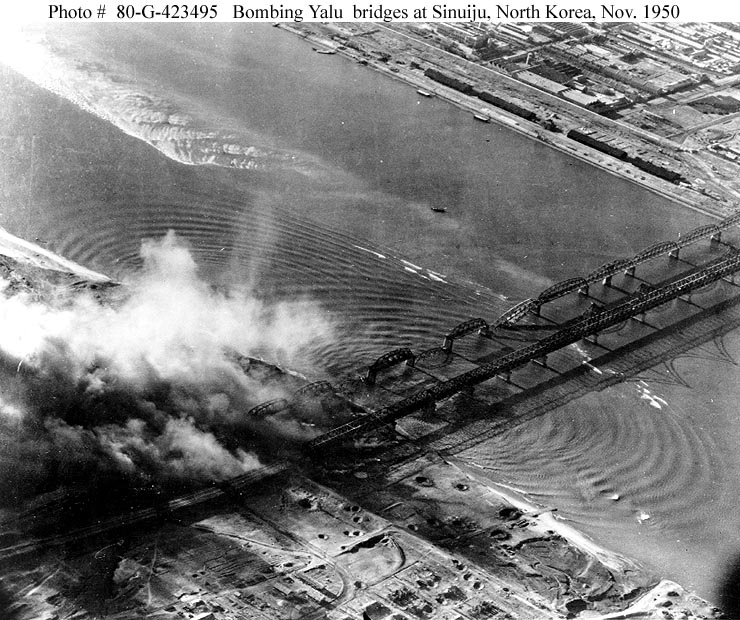
Không ảnh chụp tháng 11 năm 1950 trong vụ không kích của Hoa Kỳ cho thấy thiệt hại của cầu Áp Lục